# Shin Megami Tensei: Devil Summoner: Raidou Kuzunoha vs. The Soulless Army
Shin Megami Tensei: Devil Summoner: Raidou Kuzunoha vs. The Soulless Army (デビルサマナー 葛葉ライドウ対超力兵団?, Debiru Samanā: Kuzunoha Raidō tai Chōriki Heidan) è un videogioco d'azione con elementi da gioco di ruolo alla giapponese, parte della serie di videogiochi Megami Tensei, pubblicato e sviluppato dalla Atlus per PlayStation 2 nel 2006. 
Si differenzia dai precedenti due titoli della serie Devil Summoner (ed in generale della serie Megami Tensei) per il fatto di avere combattimenti in tempo reale, ed un personaggio dotato di un nome proprio (la prima volta nella serie). È anche il primo titolo della serie ad essere ambientato nel passato, precisamente negli anni venti, dove il giocatore avrà a che fare con figure storiche come Grigori Rasputin, oltre che con figure della mitologia, consuetudine della serie MegaTen. Benché spesso criticato per avere una storia relativamente corta rispetto a quelle degli altri capitoli della serie, il videogioco ha incontrato generalmente risposte favorevoli da parte dei giocatori e della critica.
Il 30 luglio 2008 è stato annunciato che il videogioco avrebbe avuto un sequel, intitolato Shin Megami Tensei: Devil Summoner 2: Raidou Kuzunoha vs. King Abaddon.
La versione speciale del videogioco è stata confezionata insieme a Shin Megami Tensei III: Nocturne ed intitolata Shin Megami Tensei III: Nocturne Maniax Chronicle Edition. Il gioco è stato pubblicato in Giappone il 23 ottobre 2008 ed in America del Nord il 2 maggio 2009.
Una versione rimasterizzata con nuovi demoni, sistema di combattimento rinnovato, doppiaggio e nuova veste grafica intitolata Raidou Remastered: The Mystery of the Soulless Army è stata pubblicata il 19 giugno 2025 per Nintendo Switch, Nintendo Switch 2, Microsoft Windows, PlayStation 4, PlayStation 5 e Xbox Series X.